# Natalie Powellová
Natalie Powellová (* 16. října 1990 Merthyr Tydfil) je britská a velšská zápasnice–judistka.

## Sportovní kariéra
Vyrůstala v Builth Wells, kde začala s judem na základní škole. Vedle juda se věnovala dalším sportům – netballu, atletice, hrála tenis. Judu dala přednost ke konci střední školy, v době kdy se Britové začali hromadně připravovat na domácí olympijské hry v Londýně. V roce 2011 se prosadila do seniorské britské reprezentace, nominaci na olympijské hry však prohrála s Gemmou Gibbonsovou. Od roku 2013 je stabilní členkou britské reprezentace, kde startuje v polotěžké váze. Připravuje se v Cardiffu pod vedením Craiga Ewerse. V roce 2016 se kvalifikovala na olympijské hry v Riu. Ve čtvrtifinále nestačila na Francouzku Audrey Tcheuméovou a skončila na 7. místě.

### Vítězství
- 2014 – 1× světový pohár (Astana)
- 2015 – 1× světový pohár (Taškent)

## Výsledky
| Olympijské hry     |     | —   |     |     |     | 7. |    |    |  |  |  |  |  |  |  |  |  |  |  |  |  |  |
| Mistrovství světa  | —   |     | úč. | úč. | úč. |    | 3. |    |  |  |  |  |  |  |  |  |  |  |  |  |  |  |
| Evropské hry       |     |     |     |     | 5.  |    |    |    |  |  |  |  |  |  |  |  |  |  |  |  |  |  |
| Mistrovství Evropy | —   | —   | 7.  | úč. | 5.  | 3. | 3. | 3. |  |  |  |  |  |  |  |  |  |  |  |  |  |  |
| ME do 23 let       | úč. | úč. |     |     |     |    |    |    |  |  |  |  |  |  |  |  |  |  |  |  |  |  |